# Cristoforo Maroni
Cristoforo Maroni (zm. 4 grudnia 1404 w Rzymie) – włoski kardynał okresu wielkiej schizmy zachodniej, reprezentujący rzymską obediencję.
Pochodził z Rzymu. W 1387 został wybrany biskupem Isernia e Venafro, którym był do 18 grudnia 1389, kiedy papież Bonifacy IX mianował go kardynałem prezbiterem S. Ciriaco. Archiprezbiter bazyliki watykańskiej od września 1397. Pośredniczył w sporze Bonifacego IX z rzymskim baronem Paolo Savellim o kontrolę nad kilkoma zamkami (spór zakończył się ugodą). Uczestniczył w konklawe 1404 i zmarł krótko po jego zakończeniu, prawdopodobnie w nocy z 4 na 5 grudnia 1404.